# Glyphodera ghesquierei
Glyphodera ghesquierei är en tvåvingeart som beskrevs av Verbeke 1951. Glyphodera ghesquierei ingår i släktet Glyphodera och familjen skridflugor. Inga underarter finns listade i Catalogue of Life.